# Azizbek Soliev
Azizbek Soliev (ur. 26 listopada 1996) – uzbecki zapaśnik walczący w stylu wolnym. Zajął dwunaste miejsce na mistrzostwach świata w 2018. Brązowy medalista mistrzostw Azji w 2018 roku.